# Kekal
Kekal  é uma banda de heavy metal e música eletrônica formada em 1995 em Jacarta, Indonésia. De acordo com AllMusic, Kekal foi uma das primeiras bandas de heavy metal da Indonésia a fazer incursões internacionais, e de acordo com o sociólogo do heavy metal, Keith Kahn-Harris, foi uma das poucas bandas de metal extremo do Sudeste Asiático a deixar mais do que uma simples impressão na cena mundial. Fundada por dois músicos conhecidos simplesmente como Yeris e Newbabe, a banda passou por algumas mudanças na formação em seus primeiros anos, mas emergiu com uma formação consistente de três membros principais, o guitarrista/vocalista Jeff Arwadi, o baixista Azhar Levi Sianturi e o guitarrista Leo Setiawan. Freqüentemente rotulado como black metal, metal progressivo e metal de vanguarda, Kekal toca uma gama muito diversificada de estilos musicais dentro do quadro do metal e do rock, incorporando muitos outros gêneros musicais, como ambiente, eletrônica, jazz fusion e rock progressivo. Ao longo de sua carreira, Kekal fez a transição de um estilo baseado no heavy metal para um som mais experimental e eletrônico.
Ao longo de toda a sua carreira, a banda lançou treze álbuns de estúdio completos, 3 EPs, várias compilações e contribuições para vários álbuns colaborativos e, em 2004, iniciou uma mini-turnê européia de sucesso. Em 12 de agosto de 2009, todos os membros-chave deixaram Kekal oficialmente, mas continuam a contribuir com material. Embora a banda atualmente não tenha membros oficiais, os ex-membros da banda contribuíram para mais seis álbuns de estúdio até agora, às vezes anonimamente, incluindo seu décimo segundo álbum de estúdio Quantum Resolution em 2020 e seu décimo terceiro álbum Envisaged em 2022. Por ultimo, em 2023 lançaram a compilação Eternitarian: The Essential Kekal 1995-2022 contendo 31 musicas com quase 3 horas de duração abrangendo os 27 anos da banda.